# Championnat du Suriname de football 2001-2002
Navigation
Saison 1999-2000 Saison suivante
La saison 2001-2002 du Championnat du Suriname de football est la soixante-sixième édition de la Hoofdklasse, le championnat de première division au Suriname. Les quatorze formations de l'élite sont réunies au sein d'une poule unique où elles s'affrontent deux fois au cours de la saison. À l'issue du championnat, les deux derniers du classement sont relégués tandis que les 11e et 12e doivent disputer un barrage de promotion-relégation.
C'est le SV Voorwaarts qui remporte la compétition cette saison après avoir terminé en tête du classement final, avec quatre points d'avance sur le Sportvereniging Nationaal Leger et quinze sur le Royal'95. Il s’agit du sixième titre de champion du Suriname de l'histoire du club.

## Les clubs participants
- SV Voorwaarts
- Sportvereniging Nationaal Leger
- SV DEGO
- SV Leo Victor
- Inter Moengotapoe
- Royal'95
- SV House Of Billiards
- SV Moengotapoe
- SV Ricanaumoffo
- FCS Nacional - Promu de Eerste Klasse
- SV Young Rhythm - Promu de Eerste Klasse
- SV Transvaal
- Jai Hind Nickerie - Promu de Eerste Klasse
- SV Robinhood

## Compétition
Le barème de points servant à établir le classement se décompose ainsi :
- Victoire : 3 points
- Match nul : 1 point
- Défaite : 0 point

### Classement
| Rang | Équipe                          | Pts | J  | G  | N | P  | Bp | Bc | Diff |
| ---- | ------------------------------- | --- | -- | -- | - | -- | -- | -- | ---- |
| 1    | SV Voorwaarts                   | 67  | 26 | 22 | 1 | 3  | 66 | 20 | +46  |
| 2    | Sportvereniging Nationaal Leger | 63  | 26 | 20 | 3 | 3  | 72 | 33 | +39  |
| 3    | Royal'95                        | 52  | 26 | 16 | 4 | 6  | 49 | 32 | +17  |
| 4    | SV Robinhood                    | 46  | 26 | 15 | 1 | 10 | 47 | 27 | +20  |
| 5    | SV House of Billiards           | 41  | 26 | 12 | 5 | 9  | 45 | 40 | +5   |
| 6    | Inter Moengotapoe               | 39  | 26 | 12 | 6 | 8  | 39 | 25 | +14  |
| 7    | SV Transvaal'T'C                | 36  | 26 | 10 | 6 | 10 | 38 | 29 | +9   |
| 8    | Jai Hind NickerieP              | 30  | 26 | 8  | 6 | 12 | 25 | 46 | -21  |
| 9    | FCS NacionalP                   | 29  | 26 | 7  | 8 | 11 | 31 | 36 | -5   |
| 10   | SV Leo Victor                   | 28  | 26 | 7  | 7 | 12 | 44 | 49 | -5   |
| 11   | SV Ricanaumoffo                 | 26  | 26 | 6  | 8 | 12 | 23 | 40 | -17  |
| 12   | SV DEGO                         | 23  | 26 | 6  | 4 | 16 | 29 | 45 | -16  |
| 13   | SV Young RhythmP                | 21  | 26 | 5  | 6 | 15 | 31 | 56 | -25  |
| 14   | SV Moengotapoe                  | 9   | 26 | 2  | 3 | 21 | 20 | 81 | -61  |

|  | Champion du Suriname 2001-2002                                                       |
|  | Participation aux barrages de promotion-relégation                                   |
|  | Relégation en Eerste Klasse                                                          |
|  | T : Tenant du titre C : Vainqueur de la Coupe du Suriname P : Promu de Eerste Klasse |

### Matchs

#### Barrages de promotion-relégation
Les 11e et 12e de Hoofdklasse affrontent huit formations de deuxième division. Les dix équipes sont réparties en deux poules, dont le premier est promu ou se maintient parmi l'élite et les deuxièmes se rencontrent pour déterminer le troisième club promu.
| Rang | Équipe           | Pts | J | G | N | P | Bp | Bc | Diff |  | Résultats (▼ dom., ► ext.) | DEG  | JHi | SRE | Bos | Cru  |
| ---- | ---------------- | --- | - | - | - | - | -- | -- | ---- |  | -------------------------- | ---- | --- | --- | --- | ---- |
| 1    | SV DEGO (D1)     | 21  | 7 | 7 | 0 | 0 | 29 | 5  | +24  |  | SV DEGO (D1)               |      | 2-0 | 2-1 | 5-1 |      |
| 2    | Jai Hind '92     | 13  | 8 | 4 | 1 | 3 | 17 | 9  | +8   |  | Jai Hind '92               | 1-2  |     | 0-1 | 2-1 | 1-0  |
| 3    | Super Red Eagles | 12  | 8 | 3 | 3 | 2 | 27 | 18 | +9   |  | Super Red Eagles           | 0-4  | 1-1 |     | 2-2 | 10-1 |
| 4    | SV Boskamp       | 5   | 8 | 1 | 2 | 5 | 14 | 25 | -11  |  | SV Boskamp                 | 0-4  | 1-2 | 3-3 |     | 4-3  |
| 5    | SV Cruzeiro      | 3   | 7 | 1 | 0 | 6 | 15 | 45 | -30  |  | SV Cruzeiro                | 2-10 | 1-9 | 5-9 | 3-2 |      |

| Rang | Équipe               | Pts | J | G | N | P | Bp | Bc | Diff |  | Résultats (▼ dom., ► ext.) | Ric | KDe | Lav | IKa | Adj |
| ---- | -------------------- | --- | - | - | - | - | -- | -- | ---- |  | -------------------------- | --- | --- | --- | --- | --- |
| 1    | SV Ricanaumoffo (D1) | 19  | 8 | 6 | 1 | 1 | 11 | 5  | +6   |  | SV Ricanaumoffo (D1)       |     | 1-0 | +-- | 2-1 | 5-1 |
| 2    | SCSV Kamal Dewaker   | 15  | 8 | 4 | 3 | 1 | 19 | 10 | +9   |  | SCSV Kamal Dewaker         | 2-1 |     | 2-2 | 2-2 | 4-0 |
| 3    | SV Lavoco            | 12  | 8 | 3 | 3 | 2 | 14 | 9  | +5   |  | SV Lavoco                  | 0-1 | 3-3 |     | 4-2 | 2-1 |
| 4    | Inter Kaja           | 4   | 7 | 0 | 4 | 3 | 8  | 13 | -5   |  | Inter Kaja                 | 1-1 | 0-2 | 0-0 |     |     |
| 5    | SV Adjoema           | 1   | 7 | 0 | 1 | 6 | 5  | 20 | -15  |  | SV Adjoema                 | --+ | 1-4 | 0-3 | 2-2 |     |

Match de barrage :
| Équipe 1           | Résultat | Équipe 2     | Aller | Retour |
| ------------------ | -------- | ------------ | ----- | ------ |
| SCSV Kamal Dewaker | 3 - 2    | Jai Hind '92 | 2 - 1 | 1 - 1  |

## Bilan de la saison
| Championnat du Suriname de football 2001-2002 |                          |
| Champion                                      | SV Voorwaarts (6e titre) |
| Coupes et trophées                            |                          |
| Vainqueur de la Coupe du Suriname 2001-2002   | SV Transvaal             |
| Qualifications continentales                  |                          |
| CFU Club Championship 2002                    | Aucun                    |
| Promotions et relégations                     |                          |
| Promus en Hoofdklasse                         | Walking Bout Company     |
| Promus en Hoofdklasse                         | SCSV Kamal Dewaker       |
| Relégués en Eerste Klasse                     | SV Young Rhythm          |
| Relégués en Eerste Klasse                     | SV Moengotapoe           |